# Mülbergerstraße 180 (Esslingen)

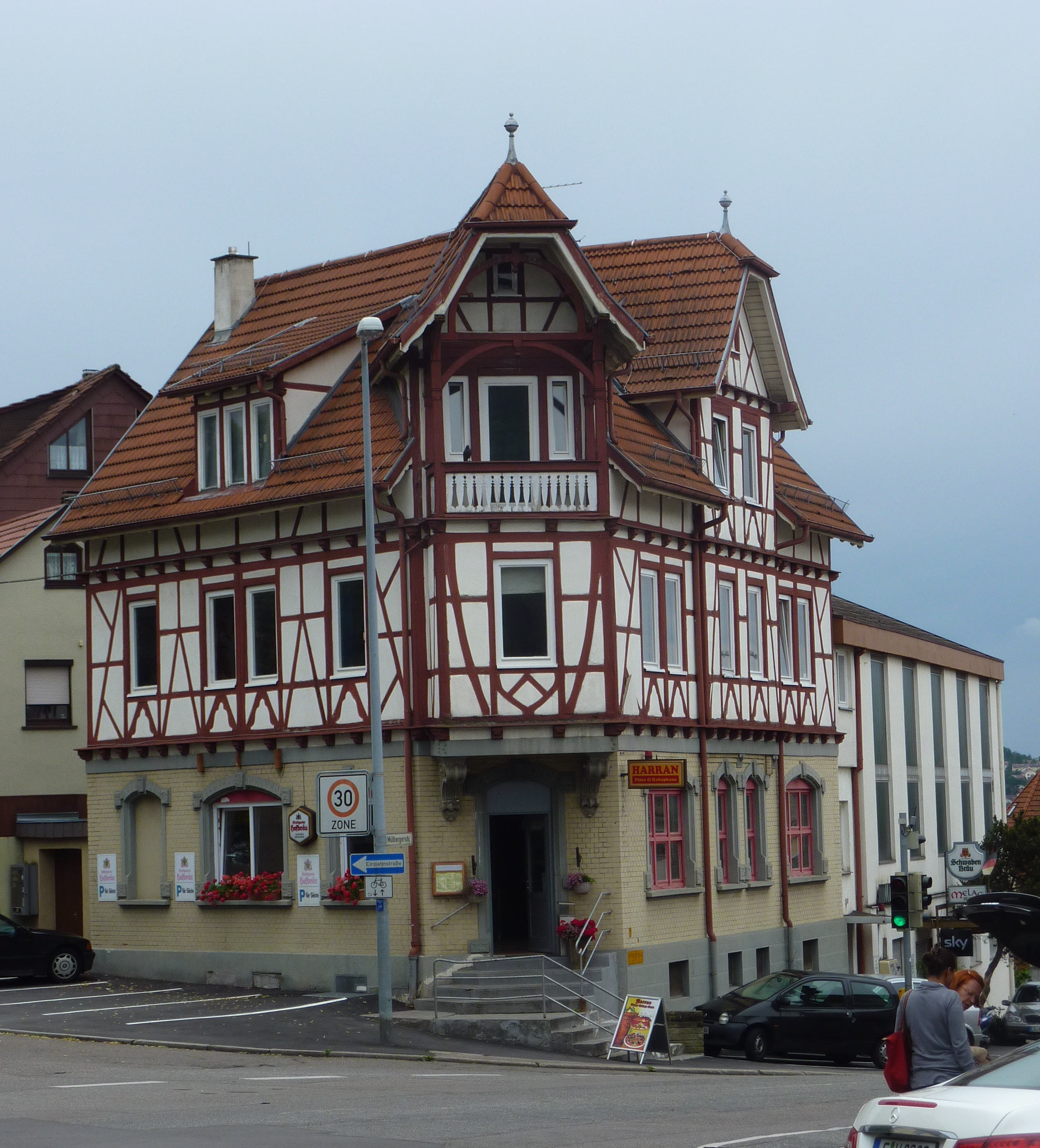
Mülbergerstraße 180

Das Haus Mülbergerstraße 180 ist eine Gaststätte aus dem frühen 20. Jahrhundert im Esslinger Stadtteil Hohenkreuz an der Ecke Mülberger-/Flandernstraße.

## Geschichte
Das Haus wurde 1901 für Karl Alex Wahler als „Gaststätte zur schönen Aussicht“ am oberen Ende der Mülberger- bzw. damals noch Panoramastraße errichtet. Die Lage des Gebäudes an einer Straßenecke wurde, obwohl die später an der Flandernstraße gegenüberliegende Becelaere-Kaserne erst über ein Jahrzehnt nach dem Gasthaus errichtet wurde, durch einen bekrönenden Erker über einer gebrochenen Ecke betont. Das Bauwerk, das ab dem ersten Stock in Fachwerkbauweise ausgeführt ist, gilt als Dokument des Historismus in der Gasthausarchitektur Deutschlands.
Im Jahr 2008 forschte die US-amerikanische Schauspielerin Katherine Heigl nach ihren Vorfahren und es wurde festgestellt, dass ihre Urgroßeltern und ihr Großvater offenbar einige Zeit in dem Haus gelebt hatten.
1928 kauften die Eheleute Karl und Friederike Böhringer das Anwesen und betrieben dort eine Gaststätte. Diese Gaststätte wurde nach dem Tod des Karl Böhringer 1929 von seiner Frau und deren Tochter Paula Stiefel weitergeführt. Dem Gebäude war ein Saal angegliedert. Nach dem Krieg wurde im Saal ein Club für die US Army eingerichtet. 1948 zogen die Amerikaner aus und der Saal wurde als Notunterkunft für Flüchtlinge und Vertriebene beschlagnahmt. 1950 wurde der Saal zum Kino umgebaut. Das gesamte Anwesen wurde von den Nachkommen der Friederike Böhringer in den 1960er Jahren an Familie Eißele aus Serach verkauft.